# رود پریپیات
 رود پریپیات رودی است که از اوکراین سرچشمه می‌گیرد و به دنیپر می‌ریزد. این رود از کشور بلاروس می‌گذرد. طول آن ۷۶۱ کیلومتر (۴۷۳ مایل) است.